# Pionnenketen
Een pionnenketen of -ketting is een formatie van gelijkgekleurde pionnen in een schaakspel waarbij deze of via een diagonaal of via een rechte lijn met elkaar verbonden zijn. Dergelijke pionnen kunnen elkaar eenvoudig dekken en zorgen voor een stabiele keten, terwijl een pion alleen een eenvoudig aanvalsobject wordt (zie geïsoleerde pion). Aaron Nimzowitsch raadde aan om de vijandelijke pionnenketen aan de basis aan te vallen.